# Ronde van Frankrijk 2007/Tiende etappe
De tiende etappe van de Ronde van Frankrijk 2007 werd verreden op 18 juli 2007 over een afstand van 229,5 kilometer. Dit was de eerste vlakke etappe na de Alpen en het was de zesde vlakke etappe van de Tour.
De rit was grotendeels vlak, hoewel er in de finale nog enkele côtes moesten worden beklommen. Vooraf werd deze rit gezien als een etappe voor de vluchters.

## Verloop
Na een vertraging van 5 minuten ging het peloton om 10 over 12 van start voor deze overgangsetappe. De temperaturen waren opnieuw hoog, boven de 30°C.
Een zestal liep uit tot meer dan een minuut, maar werd toch weer teruggepakt na 37 km. De uiteindelijke traditionele lange vlucht ontstond nadat Marcus Burghardt, gisteren nog betrokken bij een valpartij, demarreerde op de eerste beklimming van de dag - de Côte de Chateauneuf. Burghardt reed ongeveer 15 kilometer alleen vooruit en werd toen bijgehaald door een groepje van 10 renners. De elf leiders waren, naast Burghardt: Jens Voigt, Juan Antonio Flecha, Paolo Bossoni, Patrice Halgand, Staf Scheirlinckx, Michael Albasini, Aljaksandr Koetsjynski, Sandy Casar, Cédric Vasseur en Andrij Grivko.
Met nog 100 km te gaan tot Marseille was de voorsprong al zo'n 11 minuten op het peloton, dat geleid werd door de Rabobankploeg. Het verschil werd nauwelijks kleiner en dus zag het ernaar uit dat de winnaar van deze rit naar een van de 11 vluchters zou gaan.
Op de Côte des Bastides viel Voigt als eerste aan, maar zijn aanval slaagde niet. Halgand trok vervolgens door en hij sloeg wel een gat. Enkel Albasini en Casar konden de Fransman volgen. Halgand kwam als eerste boven op de Côte des Bastides en vlak na de top sloten Voigt en Vasseur aan. De rest van de oorspronkelijke kopgroep was uitgeschakeld.
Het werd een sprint, want op de Col de la Gineste bleven de aanvallen uit. In die sprint was Cédric Vasseur de beste, Sandy Casar strandde op enkele centimeters. Het was een bijzondere overwinning, want tien jaar geleden won Vasseur ook al een Touretappe.
In het peloton, dat 10'36" na Vasseur de streep passeerde, werd nog gesprint om de punten. Tom Boonen leek dit sprintje te gaan winnen, maar Sébastien Chavanel was de Belg te snel af. Boonen behield wel het groen en ook de andere truien wisselden niet van eigenaar.

### Tussensprints
- Eerste tussensprint in Oraison, na 82,5 km: Cédric Vasseur
- Tweede tussensprint in Saint-Maximin-la-Sainte-Baume, na 154,5 km: Staf Scheirlinckx

### Bergsprints
- Eerste bergsprint, Côte de Châteauneuf-Val-Saint Donat (4de cat.), na 57 km: Marcus Burghardt
- Tweede bergsprint, Côte de Villedieu (4de cat.), na 93 km: Patrice Halgand
- Derde bergsprint, Côte des Bastides (3de cat.), na 201,5 km: Patrice Halgand
- Vierde bergsprint, Col de la Gineste (3de cat.), na 219,5 km: Patrice Halgand

## Uitslag
| rang | renner                 | land        | ploeg                 | tijd       |
| ---- | ---------------------- | ----------- | --------------------- | ---------- |
| 1    | Cédric Vasseur         | Frankrijk   | Quick·Step            | 5u 20' 24" |
| 2    | Sandy Casar            | Frankrijk   | La Française des Jeux | z.t.       |
| 3    | Michael Albasini       | Zwitserland | Liquigas              | z.t.       |
| 4    | Patrice Halgand        | Frankrijk   | Crédit Agricole       | z.t.       |
| 5    | Jens Voigt             | Duitsland   | Team CSC              | z.t.       |
| 6    | Staf Scheirlinckx      | België      | Cofidis               | op 36"     |
| 7    | Paolo Bossoni          | Italië      | Lampre - Fondital     | z.t.       |
| 8    | Marcus Burghardt       | Duitsland   | T-Mobile Team         | op 1' 01"  |
| 9    | Aljaksandr Koetsjynski | Wit-Rusland | Liquigas              | op 2' 34"  |
| 10   | Juan Antonio Flecha    | Spanje      | Rabobank              | z.t.       |

## Algemeen klassement
| rang | renner             | land       | ploeg             | tijd        |
| ---- | ------------------ | ---------- | ----------------- | ----------- |
| 1    | Michael Rasmussen  | Denemarken | Rabobank          | 49u 23' 48" |
| 2    | Alejandro Valverde | Spanje     | Caisse d'Epargne  | op 2' 35"   |
| 3    | Iban Mayo          | Spanje     | Saunier Duval     | op 2' 39"   |
| 4    | Cadel Evans        | Australië  | Predictor - Lotto | op 2' 41"   |
| 5    | Alberto Contador   | Spanje     | Discovery Channel | op 3' 08"   |

Proloog ·
1e etappe ·
2e etappe ·
3e etappe ·
4e etappe ·
5e etappe ·
6e etappe ·
7e etappe ·
8e etappe ·
9e etappe ·
10e etappe ·
11e etappe ·
12e etappe ·
13e etappe ·
14e etappe ·
15e etappe ·
16e etappe ·
17e etappe ·
18e etappe ·
19e etappe ·
20e etappe
Startlijst · Eindstanden · Afbeeldingen